# Bruunosa bruuni
Bruunosa bruuni är en kräftdjursart som först beskrevs av Dahl 1959.  Bruunosa bruuni ingår i släktet Bruunosa och familjen Lysianassidae. Inga underarter finns listade i Catalogue of Life.